# Ислам у Словачкој
Ислам у Словачкој данас је изузетно ретка појава. Године 2010. у Словачкој је живело 5.000 муслимана и представљали су 0,01% од укупног становништва у земљи. У 17. веку, делови централне и јужне Словачке су окупирали Турци и били су припојени Ујварском ејалету (као и Јегариском ејалету), а следећих генерације успостављена су турска насеља у Ноградској жупанији. Турци су исто тако имали и сизеренство над кнежевином Горња Угарска, која је контролисали источну Словачку.

## Историја
Деценијама после мађарског пораза на Мохачкој битки (1526) турске трупе окупирале су Штурово (парк) и друге делове данашње јужно централне Словачке и подржавале су их протестантске хришћанске групе, док су хабсбуршко аустријске трупе окупирала и рекатализовала северне и западне делове. Касније су Турци освојили неколико територија у јужном делу централне Словачке и пљачкали територије све до Њитра. На крају, када су Турци изгубили битку код Беча, османски вазал Имрих Токоли је био поражен у Словачкој, између 1687. и 1699. године османској владавини у Угарској коначно је дошао крај.

## Муслиманска демографија
Већина муслимана у Словачкој су избеглице из бивше Југославије (углавном Бошњаци и Албанци) или радници из Турске (Турци), поред њих постоји и неколико арапских студената и радника мигранта из јужне и Југоисточне Азије. Већина муслимана живи у Братислави, но мање заједнице постоје у Кошицама и Мартину.
Словачка је једина чланица ЕУ без џамија. Године 2000. дошло је до спора око изградње исламског центра у Братислави: градоначелник је одбио такве покушаје словачке исламске фондације.
Током 2015. године, током европске мигрантске кризе, Словачка је пристала да прихвати 200 тражилаца азила хришћана, а одбила је да прихвати муслимане у оквиру ЕУ за расподелу миграната између држава чланица. Министарство унутрашњих послова Словачке објаснило је да је ова одлука донета због одсуства муслиманских верских објеката у Словачкоја која би наводно отежава интерграцију избеглица у словачко друштво. Одлуку је критиковала Европска унија, која је смуњала у њену законитост и изразила забринутост због своје дискриминаторне природе.
30. новембра 2016. године у Словачкој је донет закон који је ефикасно блокира да ислам добије статус званичне религије у земљи. Словачка је једина држава унутар Европске уније без иједне џамије.

## Галерија
- "Есеј за логичке изразе" Сафвет бег Башагић (Колекција исламских рукописа у универзитетској библиотеци у Братислави).
- Трактат о астрономија, геодетском мерењи и математици од Бадрудин ел Маридини (преминуо 1506. године); (Колекција исламских рукописа у универзитетској библиотеци у Братислави).
- Дело Ибрахима ел Халабија (преминуо 1776. година) за синус, квадрант и паралелност; (Колекција исламских рукописа у универзитетској библиотеци у Братислави)..
- Копија дела Сади Ширазија (Колекција исламских рукописа у универзитетској библиотеци у Братислави).